# Avoid the Light
Avoid The Light è il secondo album in studio della band Post-rock tedesca Long Distance Calling.
Come tradizione della band, la maggior parte delle tracce è strumentale: solo The Nearing Grave, infatti, è cantata dall'ospite Jonas Renkse degli svedesi Katatonia.

## Tracce
1. Apparitions – 12:16
2. Black Paper Planes – 7:16
3. 359° – 7:54
4. I Know You, Stanley Milgram! – 10:26
5. The Nearing Grave – 7:47
6. Sundown Highway – 9:10

## Formazione
- David Jordan - chitarra
- Janosch Rathmer - batteria
- Florian Füntmann - chitarra
- Jan Hoffmann - basso
- Reimut van Bonn - ambience